# Les Jours gris
Pour plus de détails, voir Fiche technique et Distribution.
Les Jours gris est un film français réalisé par Iradj Azimi et sorti en 1974.
Il a été présenté au Festival de Cannes 1974 dans la catégorie Perspectives cinéma français

## Synopsis
Un vieil homme va s'installer dans une pension après avoir légué sa maison à son fils. Un jour, celui-ci vient le chercher et l'emmène dans une vieille maison, où il peut savourer les derniers bons moments de la vie.

## Fiche technique
- Réalisation : Iradj Azimi
- Scénario : Iradj Azimi
- Production :  Les Films de l'Atalante
- Distribution : Ciné-Halles
- Photographie : Willy Kurant
- Montage : Ziva Postec
- Musique : Bénédicte Maillard, Alain Meunier, Francis Régnier, Maurice Reyna
- Durée : 105 minutes
- Date de sortie: 1974

## Distribution
- Jean Dasté : le vieil homme
- Pierre Bernard : le fils
- Raphaele Devins : la bru (as Raphaële Devins)
- Sandra Majero : la jeune voisine
- Etienne Dirand : le responsable de la pension
- Yvon Lec : un pensionnaire
- Paul Hébert : un pensionnaire
- Josée Destoop : la jeune femme